# Irak na Mistrzostwach Świata w Lekkoatletyce 2011
Irak na Mistrzostwach Świata w Lekkoatletyce 2011 reprezentowany był przez dwóch zawodników.

## Występy reprezentantów Iraku

### Mężczyźni

#### Konkurencje biegowe
| Konkurencja  | Zawodnik          | Runda 1  | Runda 1 | Runda 2  | Runda 2 | Półfinał | Półfinał | Finał    | Finał   |
| Konkurencja  | Zawodnik          | Rezultat | Pozycja | Rezultat | Pozycja | Rezultat | Pozycja  | Rezultat | Pozycja |
| ------------ | ----------------- | -------- | ------- | -------- | ------- | -------- | -------- | -------- | ------- |
| Bieg na 800m | Adnan Taess Akkar |          |         | DNS      | DNS     |          |          |          |         |

### Kobiety

#### Konkurencje biegowe
| Konkurencja  | Zawodnik             | Runda 1  | Runda 1 | Runda 2  | Runda 2 | Półfinał | Półfinał | Finał    | Finał   |
| Konkurencja  | Zawodnik             | Rezultat | Pozycja | Rezultat | Pozycja | Rezultat | Pozycja  | Rezultat | Pozycja |
| ------------ | -------------------- | -------- | ------- | -------- | ------- | -------- | -------- | -------- | ------- |
| Bieg na 400m | Alaa Hikmat Al-Qaysi |          |         | 55,62    | 32      |          |          |          |         |